# Leptotyphlops burii
Leptotyphlops burii este o specie de șerpi din genul Leptotyphlops, familia Leptotyphlopidae, descrisă de Boulenger 1905. Conform Catalogue of Life specia Leptotyphlops burii nu are subspecii cunoscute.